# Oedipoda aurea
Oedipoda aurea är en insektsart som beskrevs av Boris Petrovich Uvarov 1923. Oedipoda aurea ingår i släktet Oedipoda och familjen gräshoppor.

## Underarter
Arten delas in i följande underarter:
- O. a. jordanica
- O. a. aurea